# Atsina
|  | Aquest article tracta sobre el grup humà. Si cerqueu la llengua algonquina, vegeu «llengua atsina». |

Els atsina són una tribu ameríndia algonquina, també anomenats gros ventre de les planures. El mot prové de la llengua blackfoot at-se'-na (gent panxuda), però ells s'anomenen haaninin "homes del guix".

## Localització
Vivien al Milk River, entre el sud Saskatchewan i l'alt Missouri. Actualment viuen a la reserva de Fort Belknap (Montana), juntament amb els assiniboines.

## Demografia
A començaments del segle xix sumaven 10.000 amb els arapahos, però foren delmats. El 1960 hi havia 1.013 a Montana. Segons Asher n'hi havia 1.200 el 1975. El 1990 hi havia 2.500 a la reserva de Montana. Segons dades de la BIA del 1995, a la reserva Fort Berthold, compartida amb els assiniboine, hi havia 3.809 habitants (5.232 apuntats al rol tribal). Segons el cens dels EUA del 2000 hi havia 3.682 individus.

## Costums
Sovint foren confosos amb els hidatsa, però eren culturalment i lingüística més afins als seus germans de les planures, xeiene i arapahos. La seva cultura era idèntica a la dels altres indis de les planures: practicaven la dansa del sol, vivien en tipis, caçaven bisons i posaven un gran èmfasi en els honors de la guerra.

## Història
Cap al 1700 se separaren dels arapaho, amb els quals formaven aleshores un sol poble, i van viure un temps al Nord de Montana i regions adjacents al Canadà. A començaments del segle xviii foren visitats per comerciants blancs, tot i que no hi contactaren fins al 1754. El 1793 foren reduïts per la verola, i atacats pels cree i assiniboines, destruïren les posicions de la Companyia de la Badia de Hudson. El 1826 foren visitats pel Príncep Maximilià i Karl Bodmer.
Cap al 1820 eren aliats dels xeienes. S'aliaren d'antuvi amb els blackfoot i lluitaren amb ells contra els crow, sioux i assiniboines, però el 1867 s'aliaren amb els crow contra els blackfeet i foren vençuts. El 1855 signaren el Tractat de Wallawalla i el 1868 construïren Fort Browning al seu territori, substituït el 1871 per Fort Belknap, dependent de Fort Peck des del 1876.
Per aquells anys també fou minvada llur resistència per la fam, i per això el 1887 foren col·locats en la reserva de Fort Belknap amb els assiniboine, establida el 1878; els obligaren juntament amb blackfoot i assiniboine a cedir 17.500.000 acres per tal de fer tres reserves més petites. El seu representant més famós fou el profeta Bull Lodge (1802-1886), mestís de francès que tenia revelacions abans de les batalles. El 1884 arribaren minaires per la trobada d'or, i el 1885 missioners jesuïtes. A finals dels 80 els ancians de la tribu preparaven un diccionari de la seva llengua.

## Llista d'atsines
- George Horse-Capture
- Sidner Larson